# 天使の誘惑 (テレビドラマ)
『天使の誘惑』（てんしのゆうわく、朝鮮語: 천사의 유혹）は、2009年10月12日から12月22日まで韓国SBSで放送されていた韓国のテレビドラマ。
日本では、2011年1月11日から2月16日までTBS韓流セレクト枠にて毎週月曜から金曜10時05分 - 11時00分に放送された。2011年2月3日から2011年6月17日までBS-TBSにて毎週金曜19時00分 - 20時54分の2話連続にて放送された。

## 登場人物・キャスト
- シン・ヒョヌ - ハン・サンジン(第1話 - 第6話)、ペ・スビン(第7話 - 最終話)

ソウル家具社長の息子でアランの夫。整形手術を受けて、アン・ジェソンになりすまし、アランに接近する。
- チュ・アラン - イ・ソヨン

シン・ヒョヌの妻。以前は、ローズマリーとしてクラブでソウル中の男を虜にしていた。身分を偽って夫に近づき、復讐の計画を知られたので夫を殺害しようとする。ナム・ジュスンとは、恋人。
- ナム・ジュスン - キム・テヒョン

開業医であり、『美しい内科』の院長。ウソプには息子当然にかわいがられているが、アランの復讐の協力者。
- ユン・ジェヒ （チュ・ギョンラン）- ホン・スヒョン

アランの生き別れの妹。看護師としてジュスンの病院に勤めている。幼少期に『天使児童院』でお世話になった「おじさん」ことシン・ヒョヌの復讐に協力する。
- シン・ウソプ - ハン・ジニ

ヒョヌの父親で会社の最高責任者。
- チョ・ギョンヒ- チャ・ファヨン

ヒョヌの母親でもあり、ジュスンの母親でもある。つまり、二人は異父兄弟。